# Casabasciana
Casabasciana è una frazione del comune italiano di Bagni di Lucca, nella provincia di Lucca, in Toscana.

## Storia
Borgo di origine tardo-romanica, è ricordato per la prima volta in una pergamena del 918. Nel corso del XV e XVI secolo fu sede dei vicari di Val di Lima.
Del borgo antico poco rimane se non le tracce di una delle porte di accesso al castello, Porta Ombrici nella strada omonima, già chiamata Porta san Lorenzo. In questo punto, sulla sinistra entrando in paese, si possono notare gli stili di muratura utilizzati a partire dal XIII secolo. L'onomastica delle strade aiuta a capire come fosse strutturato il borgo in epoca medioevale: dal basso verso l'altro troviamo Via di Sotto le Mura (attualmente solo Via di Sotto), Via Torricella, Aia della Rocca, Via Fortezza. Nel corso del XIV secolo la Repubblica di Lucca provvide al decastellamento del borgo, mantenendo però attiva la Rocca fino al 1648.
La Piazza Cavour, anticamente detta Piazza dell'Ospedale in quanto sede dell'Ospitale di san Rocco, è frutto di lavori tardo secenteschi, e precisamente degli anni 1680 e 81, anno nel quale fu costruito il forno ad uso della comunità con il grande loggiato antistante. Fino agli anni 60 del XX secolo la piazza era utilizzata per il gioco della palla elastica, gioco in uso in molte località delle valli del Serchio e della Lima. 
Come tutto il territorio montano della Lucchesia è stata da sempre terra di forte emigrazione, inizialmente verso le Maremme e la Corsica (dal XVI secolo fino al XIX), quindi a partire dalla fine del XVIII secolo verso le regioni del nord Italia, gli stati europei e dalla fine del XIX secolo anche verso le due Americhe, dove i paesani svolgevano il tipico lavoro della produzione di statuette di gesso. 
Dal 1887 è presente in paese la Società di Beneficenza detta Bosco Ceduo che si occupa di assistenza ai bisognosi e agli emigranti.

## Monumenti e luoghi d'interesse
- Chiesa dei Santi Quirico e Giulitta, in stile barocco. Si conservano all'interno della chiesa, sotto la mensa dell'altare maggiore, le spoglie di san Primo martire, festeggiato ogni anno la seconda domenica di agosto.[2]
- Oratorio dei Santi Quirico e Giulitta (X secolo)[6]
- Oratorio della Vergine del Rosario (1740)[7]
- Oratorio di Santa Maria Assunta del Murrotto[2][8]
- Oratorio di San Lorenzo, in località Cerqueto[9]